# 朝から全開!
朝から全開!は、ラジオ福島（rfc）で、月曜 - 金曜の7:00 - 9:30に生放送している、朝の情報ワイド番組。2018年9月28日に放送終了。
番組内では、「#全開朝撮」のTwitterハッシュタグで、リスナーから気象状況を募集していた。

## 出演者

### 番組終了時点
2017年9月1日 - 2018年9月28日
- 月曜日 小川栄一・高田優美
- 火曜日 小川栄一・菅原咲子
- 水曜日 森本庸平・高田優美
- 木曜日 森本庸平・高田優美
- 金曜日 深野健司・稲本亜里沙

### 過去
- 不明-2012年11月30日 7:00-9:30

6:35-6:55は、『吉田照美 ソコダイジナトコ』（文化放送制作）をネット受けしていた。
- 2012年12月3日-2013年9月30日 6:35-9:30

上記の『ソコダイジナトコ』ネット受け終了に伴い、25分拡大。
- 月曜・火曜 深野健司・佐々木瞳
- 水曜・木曜 小川栄一・八木志芳
- 金曜 手塚伸一・山地美紗子

## タイムテーブル
出典：
- 07:00 オープニング
- 07:05 畑中秀哉の情報宝島（ニッポン放送制作）
- 07:09 JFマリンバンク海の天気予報
- 07:11 おらが町のふるさとリポーター
- 07:17 トラフィックリポート
- 07:20 ふくしまからはじめよう インフォメーション
- 07:21 福島県警スマイル・ポリス! ステーション
- 07:25 We Love Sports
- 07:30 歌のない歌謡曲
- 07:45 モーニングミュージック
- 07:50 お出かけインフォメーション
- 07:55 ニュース・天気予報
- 08:00 話題のアンテナ 日本全国8時です（TBSラジオ制作）
- 08:20 全開朝ゼミ!
- 08:26 交通情報
- 08:30 ウェザーインフォメーション
- 08:32 スポーツフラッシュ
- 08:35 鈴木杏樹のいってらっしゃい（ニッポン放送制作）
- 08:40 武田鉄矢・今朝の三枚おろし（文化放送制作）
- 08:50 交通情報
- 08:55 ニュース・天気予報
- 09:00 エコアライブ いきいき健康ショッピング
- 09:10 はがきでこんにちは
- 09:20 ユーグレナ ラジオショッピング
- 09:25 クロージング